# Lac Kesagami
Pour les articles homonymes, voir Kesagami.
Le lac Kesagami est un plan d'eau douce du district de Cochrane dans le Nord-Est de l'Ontario, en Ontario, au Canada.